# الحركة الوطنية للجمهورية
الحركة الوطنية للجمهورية (بالفرنسية: Mouvement Patriotique pour la Republique) هو حزب سياسي في النيجر.

## التاريخ
انطلق الحزب في 11 أكتوبر 2015 بعد الانفصال عن الحركة الوطنية لتنمية المجتمع.
لم يرشح الحزب مرشحًا رئاسيًا للانتخابات العامة لعام 2016، لكنه حصل على 7٪ من الأصوات في انتخابات الجمعية الوطنية، وفاز بثلاثة عشر مقعدًا وأصبح رابع أكبر حزب.

## نتائج الانتخابات

### رئيس النيجر
| انتخابات | المرشح       | الأصوات     | %           | الأصوات      | %            | النتيجة  |
| انتخابات | المرشح       | الدور الأول | الدور الأول | الدور الثاني | الدور الثاني | النتيجة  |
| -------- | ------------ | ----------- | ----------- | ------------ | ------------ | -------- |
| 2016     | لم يشارك     | لم يشارك    | لم يشارك    | لم يشارك     | لم يشارك     | لم يشارك |
| 2020-21  | البادي أبوبا | 338,511     | 7.1 (#4)    | -            | -            | خسر      |

### الجمعية الوطنية
| انتخابات | زعيم الحزيب  | الأصوات | %        | المقاعد  |
| -------- | ------------ | ------- | -------- | -------- |
| 2016     | البادي أبوبا | 343,150 | 7.2 (#4) | 13 / 171 |
| 2020     | البادي أبوبا | 257,563 | 7.6 (#3) | 14 / 171 |